# Tournoi de tennis d'Indianapolis

Le tournoi d'Indianapolis (Indiana, États-Unis) est un tournoi de tennis féminin du circuit professionnel WTA et masculin de l’ATP.
Le tournoi féminin est organisé pour la première fois en 1972. En 1985, il a lieu à deux reprises, en mars et octobre. Katerina Maleeva s'est imposée deux fois de suite en simple en 1988 et 1989, ajoutant un troisième succès en 1991. La dernière édition de l'épreuve date de 1992.
Le tournoi masculin, de catégorie ATP 250 s'est disputé entre 1988 et 2009 sur Decoturf, la même surface que celle utilisée à l’US Open. Il était connu sous le nom de RCA Championships jusqu'en 2006, avant de perdre son sponsor et d’être nommé Indianapolis Tennis Championships. Fin 2009, les organisateurs annoncent l’arrêt du tournoi, en raison des difficultés financières liées à l'absence de sponsor. Il est remplacé la saison suivante au calendrier ATP par le tournoi d'Atlanta sur la même surface. Le complexe tennistique a depuis été détruit pendant l'été 2010.
Auparavant, le tournoi U.S. Men's Clay Court Championships a été organisé à Indianapolis de 1969 et 1987 sur terre battue. En 1976, un tournoi du circuit World Championship Tennis a été organisé à Indianapolis sur moquette en salle.

## Palmarès dames

### Simple
| No | Date       | Nom et lieu du tournoi                       | Catégorie      | Dotation       | Surface         | Vainqueure        | Finaliste           | Score          |                |
| -- | ---------- | -------------------------------------------- | -------------- | -------------- | --------------- | ----------------- | ------------------- | -------------- | -------------- |
| 1  | 01-05-1972 | Virginia Slims of Indianapolis, Indianapolis | WT Pro Tour    | 20 000 $       | Moquette (int.) | Billie Jean King  | Nancy Richey-Gunter | 6-3, 6-3       | Tableau        |
| 2  | 19-02-1973 | Virginia Slims of Indianapolis, Indianapolis |                | 35 000 $       | Moquette (int.) | Billie Jean King  | Rosie Casals        | 5-7, 6-2, 6-4  | Tableau        |
|    | 1974-1982  | Pas de tournoi                               | Pas de tournoi | Pas de tournoi | Pas de tournoi  | Pas de tournoi    | Pas de tournoi      | Pas de tournoi | Pas de tournoi |
| 3  | 07-02-1983 | Ginny of Indianapolis, Indianapolis          |                | 50 000 $       | Moquette (int.) | Anne Hobbs        | Ginny Purdy         | 6-4, 6-7, 6-4  | Tableau        |
| 4  | 30-01-1984 | Ginny of Indianapolis, Indianapolis          | VS Tour C1+    | 50 000 $       | Moquette (int.) | Joanne Russell    | Pascale Paradis     | 7-6, 6-2       | Tableau        |
| 5  | 04-03-1985 | Virginia Slims of Indianapolis, Indianapolis |                | 75 000 $       | Moquette (int.) | Kathleen Horvath  | Elise Burgin        | 6-2, 6-4       | Tableau        |
| 6  | 07-10-1985 | Virginia Slims of Indianapolis, Indianapolis |                | 75 000 $       | Moquette (int.) | Bonnie Gadusek    | Pam Casale          | 6-0, 6-3       | Tableau        |
| 7  | 27-10-1986 | Virginia Slims of Indianapolis, Indianapolis |                | 75 000 $       | Dur (ext.)      | Zina Garrison     | Melissa Gurney      | 6-3, 6-3       | Tableau        |
| 8  | 26-10-1987 | Virginia Slims of Indianapolis, Indianapolis |                | 75 000 $       | Dur (int.)      | Halle Carroll     | Anne Smith          | 4-6, 6-4, 7-6  | Tableau        |
| 9  | 24-10-1988 | Virginia Slims of Indianapolis, Indianapolis | Tier V         | 100 000 $      | Dur (int.)      | Katerina Maleeva  | Zina Garrison       | 6-3, 2-6, 6-2  | Tableau        |
| 10 | 30-10-1989 | Virginia Slims of Indianapolis, Indianapolis | Tier V         | 100 000 $      | Dur (int.)      | Katerina Maleeva  | Raffaella Reggi     | 6-4, 6-4       | Tableau        |
| 11 | 05-11-1990 | Jello Classic, Indianapolis                  | Tier IV        | 150 000 $      | Dur (int.)      | Conchita Martínez | Leila Meskhi        | 6-4, 6-2       | Tableau        |
| 12 | 11-11-1991 | Jello Classic, Indianapolis                  | Tier IV        | 150 000 $      | Dur (int.)      | Katerina Maleeva  | Audra Keller        | 7-6, 6-2       | Tableau        |
| 13 | 09-11-1992 | Indianapolis Tennis Classic, Indianapolis    | Tier IV        | 150 000 $      | Dur (int.)      | Helena Suková     | Linda Wild          | 6-4, 6-3       | Tableau        |

### Double
| No | Date       | Nom et lieu du tournoi                      | Catégorie      | Dotation       | Surface         | Vainqueures                      | Finalistes                         | Score          |                |
| -- | ---------- | ------------------------------------------- | -------------- | -------------- | --------------- | -------------------------------- | ---------------------------------- | -------------- | -------------- |
| 1  | 01-05-1972 | Virginia Slims of Indianapolis Indianapolis | WT Pro Tour    | 20 000 $       | Moquette (int.) | Rosie Casals Karen Krantzcke     | Judy Tegart-Dalton Françoise Dürr  | 6-2, 6-3       | Tableau        |
| 2  | 19-02-1973 | Virginia Slims of Indianapolis Indianapolis |                | 35 000 $       | Moquette (int.) | Rosie Casals Billie Jean King    | Margaret Smith Court Lesley Hunt   | 7-6, 6-4       | Tableau        |
|    | 1974-1982  | Pas de tournoi                              | Pas de tournoi | Pas de tournoi | Pas de tournoi  | Pas de tournoi                   | Pas de tournoi                     | Pas de tournoi | Pas de tournoi |
| 3  | 07-02-1983 | Ginny of Indianapolis Indianapolis          |                | 50 000 $       | Moquette (int.) | Lea Antonoplis Barbara Jordan    | Rosalyn Fairbank Candy Reynolds    | 5-7, 6-4, 7-5  | Tableau        |
| 4  | 30-01-1984 | Ginny of Indianapolis Indianapolis          | VS Tour C1+    | 50 000 $       | Moquette (int.) | Cláudia Monteiro Yvonne Vermaak  | Beverly Mould Elizabeth Sayers     | 6-7, 6-4, 7-5  | Tableau        |
| 5  | 04-03-1985 | Virginia Slims of Indianapolis Indianapolis |                | 75 000 $       | Moquette (int.) | Elise Burgin Kathleen Horvath    | Jennifer Mundel Molly Van Nostrand | 6-4, 6-1       | Tableau        |
| 6  | 07-10-1985 | Virginia Slims of Indianapolis Indianapolis |                | 75 000 $       | Moquette (int.) | Bonnie Gadusek Mary Lou Piatek   | Penny Barg Sandy Collins           | 6-1, 6-0       | Tableau        |
| 7  | 27-10-1986 | Virginia Slims of Indianapolis Indianapolis |                | 75 000 $       | Dur (ext.)      | Zina Garrison Lori McNeil        | Candy Reynolds Anne Smith          | 4-5, ab.       | Tableau        |
| 8  | 26-10-1987 | Virginia Slims of Indianapolis Indianapolis |                | 75 000 $       | Dur (int.)      | Jenny Byrne Michelle Jaggard     | Beverly Bowes Hu Na                | 6-2, 6-3       | Tableau        |
| 9  | 24-10-1988 | Virginia Slims of Indianapolis Indianapolis | Tier V         | 100 000 $      | Dur (int.)      | Larisa Savchenko Natasha Zvereva | Katrina Adams Zina Garrison        | 6-2, 6-1       | Tableau        |
| 10 | 30-10-1989 | Virginia Slims of Indianapolis Indianapolis | Tier V         | 100 000 $      | Dur (int.)      | Katrina Adams Lori McNeil        | Claudia Porwik Larisa Savchenko    | 6-4, 6-4       | Tableau        |
| 11 | 05-11-1990 | Jello Classic Indianapolis                  | Tier IV        | 150 000 $      | Dur (int.)      | Patty Fendick Meredith McGrath   | Katrina Adams Jill Hetherington    | 6-1, 6-1       | Tableau        |
| 12 | 11-11-1991 | Jello Classic Indianapolis                  | Tier IV        | 150 000 $      | Dur (int.)      | Patty Fendick Gigi Fernández     | Katrina Adams Mercedes Paz         | 6-4, 6-2       | Tableau        |
| 13 | 09-11-1992 | Indianapolis Tennis Classic Indianapolis    | Tier IV        | 150 000 $      | Dur (int.)      | Katrina Adams Elna Reinach       | Sandy Collins Mary Lou Piatek      | 5-7, 6-2, 6-4  | Tableau        |

## Palmarès messieurs

### Simple
| No | Date       | Nom et lieu du tournoi                             | Catégorie           | Dotation  | Surface         | Vainqueur         | Finaliste           | Score              |         |
| -- | ---------- | -------------------------------------------------- | ------------------- | --------- | --------------- | ----------------- | ------------------- | ------------------ | ------- |
| 1  | 12-01-1976 | Indianapolis WCT, Indianapolis                     |                     | NC $      | Moquette (int.) | Arthur Ashe       | Vitas Gerulaitis    | 6-2, 66-7, 6-4     |         |
| 2  | 01-08-1988 | GTE US Men's Hardcourt Championships, Indianapolis |                     | 297 500 $ | Dur (ext.)      | Boris Becker      | John McEnroe        | 6-4, 6-2           |         |
| 3  | 07-08-1989 | GTE US Men's Hardcourt Championships, Indianapolis |                     | 300 000 $ | Dur (ext.)      | John McEnroe      | Jay Berger          | 6-4, 4-6, 6-4      |         |
| 4  | 13-08-1990 | GTE US Men's Hardcourt Championships, Indianapolis | Championship Series | 825 000 $ | Dur (ext.)      | Boris Becker      | Peter Lundgren      | 6-3, 6-4           |         |
| 5  | 12-08-1991 | GTE US Men's Hardcourt Championships, Indianapolis | Championship Series | 825 000 $ | Dur (ext.)      | Pete Sampras      | Boris Becker        | 7-6, 3-6, 6-3      |         |
| 6  | 17-08-1992 | RCA US Men's Hardcourt Championships, Indianapolis | Championship Series | 865 000 $ | Dur (ext.)      | Pete Sampras      | Jim Courier         | 6-4, 6-4           |         |
| 7  | 16-08-1993 | RCA US Men's Hardcourt Championships, Indianapolis | Championship Series | 915 000 $ | Dur (ext.)      | Jim Courier       | Boris Becker        | 7-5, 6-3           |         |
| 8  | 15-08-1994 | RCA Championships, Indianapolis                    | Championship Series | 915 000 $ | Dur (ext.)      | Wayne Ferreira    | Olivier Delaitre    | 6-2, 6-1           |         |
| 9  | 14-08-1995 | RCA Championships, Indianapolis                    | Championship Series | 915 000 $ | Dur (ext.)      | Thomas Enqvist    | Bernd Karbacher     | 6-4, 6-3           |         |
| 10 | 12-08-1996 | RCA Championships, Indianapolis                    | Championship Series | 915 000 $ | Dur (ext.)      | Pete Sampras      | Goran Ivanišević    | 7-63, 7-5          |         |
| 11 | 11-08-1997 | RCA Championships, Indianapolis                    | Championship Series | 915 000 $ | Dur (ext.)      | Jonas Björkman    | Carlos Moyà         | 6-3, 7-63          |         |
| 12 | 17-08-1998 | RCA Championships, Indianapolis                    | Series Gold         | 915 000 $ | Dur (ext.)      | Àlex Corretja     | Andre Agassi        | 2-6, 6-2, 6-3      |         |
| 13 | 16-08-1999 | RCA Championships, Indianapolis                    | Series Gold         | 745 000 $ | Dur (ext.)      | Nicolás Lapentti  | Vincent Spadea      | 4-6, 6-4, 6-4      |         |
| 14 | 14-08-2000 | RCA Championships, Indianapolis                    | Series Gold         | 700 000 $ | Dur (ext.)      | Gustavo Kuerten   | Marat Safin         | 3-6, 7-62, 7-62    | Tableau |
| 15 | 13-08-2001 | RCA Championships, Indianapolis                    | Series Gold         | 700 000 $ | Dur (ext.)      | Patrick Rafter    | Gustavo Kuerten     | 4-2, ab.           | Tableau |
| 16 | 12-08-2002 | RCA Championships, Indianapolis                    | Series Gold         | 700 000 $ | Dur (ext.)      | Greg Rusedski     | Félix Mantilla      | 6-7, 6-4, 6-4      | Tableau |
| 17 | 21-07-2003 | RCA Championships, Indianapolis                    | Int' Series         | 575 000 $ | Dur (ext.)      | Andy Roddick      | Paradorn Srichaphan | 7-62, 6-4          | Tableau |
| 18 | 19-07-2004 | RCA Championships, Indianapolis                    | Int' Series         | 575 000 $ | Dur (ext.)      | Andy Roddick      | Nicolas Kiefer      | 6-2, 6-3           | Tableau |
| 19 | 18-07-2005 | RCA Championships, Indianapolis                    | Int' Series         | 575 000 $ | Dur (ext.)      | Robby Ginepri     | Taylor Dent         | 4-6, 6-0, 3-0, ab. | Tableau |
| 20 | 17-07-2006 | RCA Championships, Indianapolis                    | Int' Series         | 575 000 $ | Dur (ext.)      | James Blake       | Andy Roddick        | 4-6, 6-4, 7-65     | Tableau |
| 21 | 23-07-2007 | Indianapolis Tennis Championships, Indianapolis    | Int' Series         | 500 000 $ | Dur (ext.)      | Dmitri Toursounov | Frank Dancevic      | 6-4, 7-5           | Tableau |
| 22 | 14-07-2008 | Indianapolis Tennis Championships, Indianapolis    | Int' Series         | 500 000 $ | Dur (ext.)      | Gilles Simon      | Dmitri Toursounov   | 6-4, 6-4           | Tableau |
| 23 | 20-07-2009 | Indianapolis Tennis Championships, Indianapolis    | ATP 250             | 450 000 $ | Dur (ext.)      | Robby Ginepri     | Sam Querrey         | 6-2, 6-4           | Tableau |

### Double
| No | Date       | Nom et lieu du tournoi                             | Catégorie           | Dotation  | Surface         | Vainqueurs                           | Finalistes                       | Score            |         |
| -- | ---------- | -------------------------------------------------- | ------------------- | --------- | --------------- | ------------------------------------ | -------------------------------- | ---------------- | ------- |
| 1  | 12-01-1976 | Indianapolis WCT, Indianapolis                     |                     | NC $      | Moquette (int.) | Robert Lutz Stan Smith               | Vitas Gerulaitis Tom Gorman      | 6-2, 6-4         |         |
| 2  | 01-08-1988 | GTE US Men's Hardcourt Championships, Indianapolis |                     | 297 500 $ | Dur (ext.)      | Rick Leach Jim Pugh                  | Ken Flach Robert Seguso          | 4-6, 6-3, 6-4    |         |
| 3  | 07-08-1989 | GTE US Men's Hardcourt Championships, Indianapolis |                     | 300 000 $ | Dur (ext.)      | Pieter Aldrich Danie Visser          | Peter Doohan Laurie Warder       | 7-5, 7-6         |         |
| 4  | 13-08-1990 | GTE US Men's Hardcourt Championships, Indianapolis | Championship Series | 825 000 $ | Dur (ext.)      | Scott Davis David Pate               | Grant Connell Glenn Michibata    | 7-6, 7-6         |         |
| 5  | 12-08-1991 | GTE US Men's Hardcourt Championships, Indianapolis | Championship Series | 825 000 $ | Dur (ext.)      | Ken Flach Robert Seguso              | Kent Kinnear Sven Salumaa        | 6-4, 6-3         |         |
| 6  | 17-08-1992 | RCA US Men's Hardcourt Championships, Indianapolis | Championship Series | 865 000 $ | Dur (ext.)      | Jim Grabb Richey Reneberg            | Grant Connell Glenn Michibata    | 4-6, 6-2, 7-6    |         |
| 7  | 16-08-1993 | RCA US Men's Hardcourt Championships, Indianapolis | Championship Series | 915 000 $ | Dur (ext.)      | Scott Davis Todd Martin              | Ken Flach Rick Leach             | 3-6, 6-3, 6-2    |         |
| 8  | 15-08-1994 | RCA Championships, Indianapolis                    | Championship Series | 915 000 $ | Dur (ext.)      | Todd Woodbridge Mark Woodforde       | Jim Grabb Richey Reneberg        | 6-4, 6-2         |         |
| 9  | 14-08-1995 | RCA Championships, Indianapolis                    | Championship Series | 915 000 $ | Dur (ext.)      | Mark Knowles Daniel Nestor           | Scott Davis Todd Martin          | 6-3, 7-5         |         |
| 10 | 12-08-1996 | RCA Championships, Indianapolis                    | Championship Series | 915 000 $ | Dur (ext.)      | Jim Grabb Richey Reneberg            | Petr Korda Cyril Suk             | 6-0, 7-5         |         |
| 11 | 11-08-1997 | RCA Championships, Indianapolis                    | Championship Series | 915 000 $ | Dur (ext.)      | Michael Tebbutt Mikael Tillström     | Jonas Björkman Nicklas Kulti     | 7-6, 7-5         |         |
| 12 | 17-08-1998 | RCA Championships, Indianapolis                    | Series Gold         | 915 000 $ | Dur (ext.)      | Jiří Novák David Rikl                | Mark Knowles Daniel Nestor       | 7-5, 4-6, 6-1    |         |
| 13 | 16-08-1999 | RCA Championships, Indianapolis                    | Series Gold         | 745 000 $ | Dur (ext.)      | Paul Haarhuis Jared Palmer           | Olivier Delaitre Leander Paes    | 6-3, 6-4         |         |
| 14 | 14-08-2000 | RCA Championships, Indianapolis                    | Series Gold         | 700 000 $ | Dur (ext.)      | Lleyton Hewitt Sandon Stolle         | Jonas Björkman Max Mirnyi        | 6-2, 3-6, 6-3    | Tableau |
| 15 | 13-08-2001 | RCA Championships, Indianapolis                    | Series Gold         | 700 000 $ | Dur (ext.)      | Mark Knowles Brian MacPhie           | Mahesh Bhupathi Sébastien Lareau | 7-65, 5-7, 6-4   | Tableau |
| 16 | 12-08-2002 | RCA Championships, Indianapolis                    | Series Gold         | 700 000 $ | Dur (ext.)      | Mark Knowles Daniel Nestor           | Mahesh Bhupathi Max Mirnyi       | 7-64, 65-7, 6-4  | Tableau |
| 17 | 21-07-2003 | RCA Championships, Indianapolis                    | Int' Series         | 575 000 $ | Dur (ext.)      | Mario Ančić Andy Ram                 | Diego Ayala Robby Ginepri        | 2-6, 7-63, 7-5   | Tableau |
| 18 | 19-07-2004 | RCA Championships, Indianapolis                    | Int' Series         | 575 000 $ | Dur (ext.)      | Jordan Kerr Jim Thomas               | Wayne Black Kevin Ullyett        | 67-7, 7-63, 6-3  | Tableau |
| 19 | 18-07-2005 | RCA Championships, Indianapolis                    | Int' Series         | 575 000 $ | Dur (ext.)      | Paul Hanley Graydon Oliver           | Simon Aspelin Todd Perry         | 6-2, 3-1, ab.    | Tableau |
| 20 | 17-07-2006 | RCA Championships, Indianapolis                    | Int' Series         | 575 000 $ | Dur (ext.)      | Bobby Reynolds Andy Roddick          | Paul Goldstein Jim Thomas        | 6-4, 6-4         | Tableau |
| 21 | 23-07-2007 | Indianapolis Tennis Championships, Indianapolis    | Int' Series         | 500 000 $ | Dur (ext.)      | Juan Martín del Potro Travis Parrott | Teymuraz Gabashvili Ivo Karlović | 3-6, 6-2, [10-6] | Tableau |
| 22 | 14-07-2008 | Indianapolis Tennis Championships, Indianapolis    | Int' Series         | 500 000 $ | Dur (ext.)      | Ashley Fisher Tripp Phillips         | Scott Lipsky David Martin        | 3-6, 6-3, [10-5] | Tableau |
| 23 | 20-07-2009 | Indianapolis Tennis Championships, Indianapolis    | ATP 250             | 450 000 $ | Dur (ext.)      | Ernests Gulbis Dmitri Toursounov     | Ashley Fisher Jordan Kerr        | 6-4, 3-6, [11-9] | Tableau |